# Serra de Can Perers
La Serra de Can Perers és una serra situada al municipi de Gavà a la comarca del Baix Llobregat, amb una elevació màxima de 449 metres.